# Tibellus insularis
Tibellus insularis là một loài nhện trong họ Philodromidae.
Loài này thuộc chi Tibellus. Tibellus insularis được Willis J. Gertsch miêu tả năm 1933.